# Moranopteris gradata
Moranopteris gradata är en stensöteväxtart som först beskrevs av Bak., och fick sitt nu gällande namn av R.Y.Hirai och J.Prado. Moranopteris gradata ingår i släktet Moranopteris och familjen Polypodiaceae. Inga underarter finns listade.